# 伊十蔵景
伊十蔵 景（いそくら けい）は、日本の漫画家。代表作は『夜の世界は美しい』（小学館）。

## 略歴・人物
作新学院高等学校美術デザイン科在籍中にまんがカレッジに投稿した作品「瘟鬼」（おんき）が2012年11月期の入選作となる。同作品は『少年サンデー』2013年10号（2013年2月）に掲載され、同誌初となる高校1年生16歳でデビュー。
2017年4月から2018年3月まで裏サンデー・MangaONEにて『夜の世界は美しい』を連載していた。

## 作品リスト
- 瘟鬼（おんき）（読切、『少年サンデー』 2013年10号）
- さんさるーズ（読切、『週刊少年サンデーS』 2016年10月号）[3]
- 夜の世界は美しい（連載、『裏サンデー』・『MangaONE』、2017年4月26日 - 2018年3月28日）[4]
  - 当初のタイトルは「夜の世界は美しい 〜17歳が異世界でキャバ嬢になった話〜」。副題がマンガ内容に合わないという読者の声が多く、コミックス1巻発売を機に副題をはずす対応がとられた[5]。
  - 2017年12月19日現在既刊2巻。2巻は電子書籍でのみ発売。